# 叶泉志
葉泉志（1989年—），中國天文学家，中國中山大学大氣科學系畢業，西安大略大學天文學博士，現為美國加州理工學院博士後研究員。
曾透過美國太空總署各項計畫之等影像數據庫發現多顆小行星，並於2007年与台灣国立中央大学的林啟生合作发现第一顆完全在台灣觀測及發現的彗星鹿林彗星（编号C/2007 N3）；2023年8月獲美國天文學會行星科學學部的哈羅德·C·尤里獎，以表彰他在研究內太陽系小天體上的貢獻。
謝爾特·J·巴斯將他1981年3月2日在澳洲賽丁泉天文台發現，編號10280的小行星以葉泉志命名。

## 發現的小行星
| 小行星編號   | 命名                         | 發現日期       |
| ------------ | ---------------------------- | -------------- |
| 小行星132825 | 始祖懋/Shizu-Mao             | 2002年8月16日  |
| 小行星142106 | 葉能順/Nengshun              | 2002年8月30日  |
| 小行星145523 | 鹿林/Lulin                   | 2006年3月7日   |
| 小行星145534 | 中大/Jhongda                 | 2006年4月1日   |
| 小行星145545 | 溫世仁/Wensayling            | 2006年5月22日  |
| 小行星145546 | 穗七中/Suiqizhong            | 2006年5月25日  |
| 小行星145588 | 蘇東坡/Sudongpo              | 2006年8月15日  |
| 小行星147918 | 嘉義/Chiayi                  | 2006年10月25日 |
| 小行星151362 | 陳克攻/Chenkegong            | 2002年2月11日  |
| 小行星160493 | 南投/Nantou                  | 2007年2月6日   |
| 小行星161715 | 汶川/Wenchuan                | 2006年6月23日  |
| 小行星168126 | 鄭崇華/Chengbruce            | 2006年4月1日   |
| 小行星171381 | 臺北/Taipei                  | 2006年7月22日  |
| 小行星172989 | 徐儷洋/Xuliyang              | 2006年5月25日  |
| 小行星175410 | 蔡文祥/Tsayweanshun          | 2006年8月12日  |
| 小行星175411 | 宜蘭/Yilan                   | 2006年8月12日  |
| 小行星175450 | 呂克華/Phillipklu            | 2006年8月27日  |
| 小行星175451 | 林啟生/Linchisheng           | 2006年8月27日  |
| 小行星175583 | 屏東/Pingtung                | 2006年10月15日 |
| 小行星175586 | 鄒/Tsou                      | 2006年10月15日 |
| 小行星178263 | 維也納愛樂/Wienphilo         | 2007年11月29日 |
| 小行星185216 | 歸仁/Gueiren                 | 2006年10月14日 |
| 小行星185546 | 玉山                         | 2007年12月28日 |
| 小行星185554 | 比庫舍夫/Bikushev            | 2008年1月7日   |
| 小行星185636 | 小林/Shiao Lin               | 2008年2月27日  |
| 小行星187514 | 臺南/Tainan                  | 2006年10月15日 |
| 小行星189347 | 錢鍾書/Qian                  | 2008年1月28日  |
| 小行星192208 | 慈濟/Tzu Chi                 | 2007年5月11日  |
| 小行星200025 | 雲門/Cloud Gate              | 2007年7月25日  |
| 小行星202605 | 沈君山/Shenchunshan          | 2006年4月18日  |
| 小行星204710 | 高興/Gaoxing                 | 2006年4月1日   |
| 小行星204842 | 逢甲大學/Fengchia            | 2007年9月5日   |
| 小行星207717 | 三亞市/Sa'a                  | 2007年9月11日  |
| 小行星210030 | 桃園/Taoyuan                 | 2006年6月24日  |
| 小行星210035 | 中壢/Jungli                  | 2006年7月18日  |
| 小行星210434 | 馮元楨/Fungyuancheng         | 2008年12月20日 |
| 小行星216261 | 馬碧霞/Mapihsia              | 2006年11月16日 |
| 小行星216343 | 文昌/Wenchang                | 2007年11月28日 |
| 小行星224888 | 竺可楨/Cochingchu            | 2007年2月5日   |
| 小行星231346 | 陶蕃麟/Taofanlin             | 2006年3月10日  |
| 小行星233547 | 魯迅/Luxun                   | 2007年5月9日   |
| 小行星236484 | 呂其潤/Luchijen              | 2006年3月28日  |
| 小行星236851 | 陳其寬/Chenchikwan           | 2007年9月15日  |
| 小行星237187 | 鍾理和/Zhonglihe             | 2008年10月23日 |
| 小行星239071 | 澎湖/Penghu                  | 2006年4月1日   |
| 小行星239200 | 洛陽/Luoyang                 | 2006年6月23日  |
| 小行星239593 | 天文幫/Tianwenbang           | 2008年10月20日 |
| 小行星239611 | 李國鼎/Likwohting            | 2008年10月23日 |
| 小行星241113 | 中大/Zhongda                 | 2007年7月21日  |
| 小行星246247 | 謝爾頓·庫珀/Sheldoncooper    | 2007年9月20日  |
| 小行星246504 | 花蓮/Hualien                 | 2008年1月28日  |
| 小行星246643 | 苗栗/Miaoli                  | 2008年12月18日 |
| 小行星255989 | 鄧雨賢/Dengyushian           | 2006年10月15日 |
| 小行星256699 | 鋪前鎮/Poudai                | 2008年1月7日   |
| 小行星256892 | 吳大猷/Wutayou               | 2008年2月27日  |
| 小行星268669 | 布農/Bunun                   | 2006年3月18日  |
| 小行星273836 | 海珠石/Hoijyusek             | 2007年4月13日  |
| 小行星278384 | 牡丹江/Mudanjiang            | 2007年6月24日  |
| 小行星291849 | 倫敦交響樂團/Orchestralondon | 2006年7月18日  |
| 小行星294600 | 阿貝丁·阿貝丁/Abedinabedin   | 2008年1月7日   |
| 小行星300892 | 臺中/Taichung                | 2008年1月28日  |

## 晴天钟
晴天钟（英語：7timer!），是由叶泉志在2005年6月所建立的在线全球天气预测系统。其使用的数据来自美国国家海洋大气局(National Oceanic and Atmospheric Administration, NOAA)的每日运行四次并能提供长达7天的精细预测及16天的趋势预测的全球预测系统 (Global Forecast System, GFS)。2005年7月，晴天钟作为国家天文台宇宙驿站服务器的实验产品开始运作，在2008年和2011年进行大规模翻新。目前，晴天钟由中国科学院上海天文台中国天文科普网提供硬件及网络支持。晴天钟的数据可以通过易用的应用程序接口(API)来自由灵活地使用。目前晴天钟APP及网站均处于无法访问状态。

### 产品
晴天钟旗下的产品有以下四个。
- APanel (Astroweather Panel)，作为天文观测用途的72小时数值预测产品，它的预测元素包括云、视宁度、透明度、黑暗程度，以及近地面气象要素，预测范围包括中国大陆以及香港、澳门、台湾的超过10万个的城镇地区。
- Weachart，提供基于GFS的多要素天气图，每日更新四次，预测长度长达16天。
- 中山大学降水临近预测系统(SYSURNS)，是一款实时自动预测中山大学四个校区（北校区、南校区、东校区、珠海校区）在未来90分钟内精确降雨情况的工具。
- 特定天象的精密预报服务（PFS），人工对各类数值产品进行分析并将分析结果由报告的形式发布，以方便大众更好地准备特定天象的观测活动。

### 使用条款
晴天钟提供的气象数据完全免费，在非商业用途的前提下可自由使用并且再发行其数据。

## 外部連結
- 叶泉志的新浪微博
- 叶泉志的X（前Twitter）
- 葉泉志個人介紹
- 向地球推進的綠彗星（页面存档备份，存于）
- 中大学生發現新彗星 19岁的叶泉志再次扬名（页面存档备份，存于）
- 鹿林彗星进入最佳观测期 台湾发现者细说发现过程
- 星空下的探索──訪環境學院06級葉泉志同學（页面存档备份，存于），中山大學校報第149期，2007年4月28日出版